# قارچ‌های زنگاری آتراستیلومایستس
قارچ‌های زنگاری آتراستیلومایستس (نام علمی: Atractiellomycetes) نام یک رده از زیرشاخه قارچ‌های زنگاری است.